# I'll Cry Tomorrow
I'll Cry Tomorrow (br Eu Chorarei Amanhã) é um filme norte-americano de 1955, do gênero drama, dirigido por Daniel Mann  e estrelado por Susan Hayward e Richard Conte.

## Notas de produção

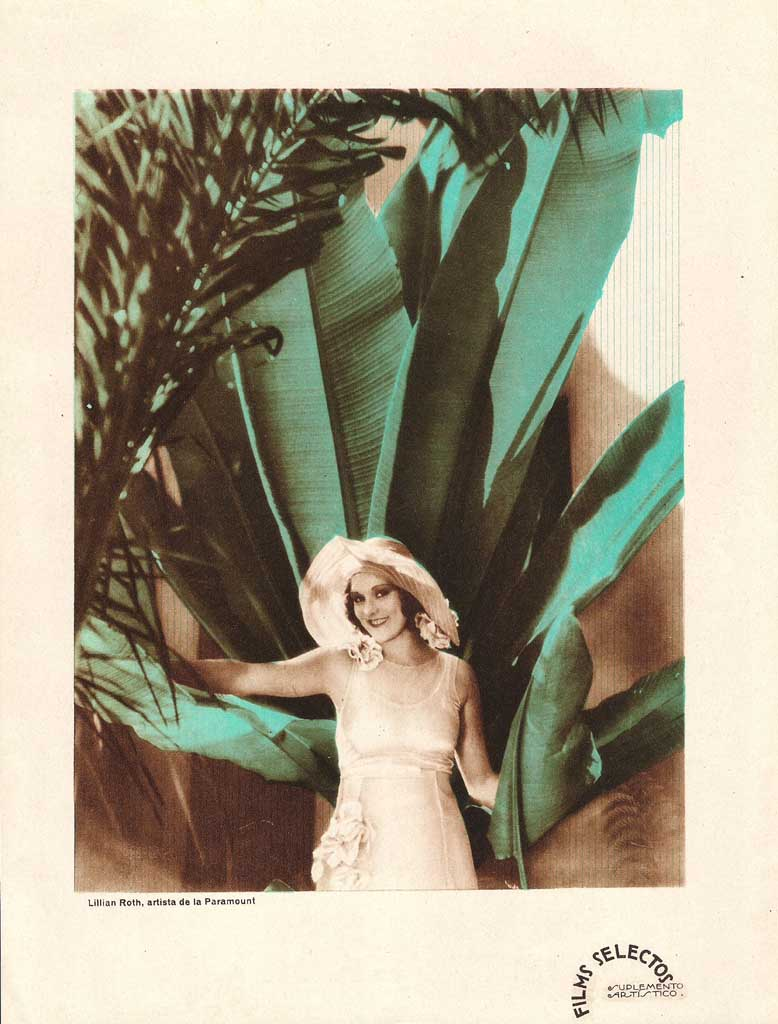
A Lillian Roth da vida real, em fotografia de 1931, quando tinha contrato com a Paramount Pictures